# Pócza Lajos
 Pócza Lajos (Hévízszentandrás, 1909. december 25. –  Penrith, Ausztrália, 1993. április 19.) jogász, a Demokrata Néppárt országgyűlési képviselője.

## Élete

### Gyermek- és ifjúkora
Pócza Lajos vendéglős és Varga Rozália második gyermeke. Római katolikus vallásban nevelkedett.
Az elemi és a középiskola után Királyi Magyar Pázmány Péter Tudományegyetem Jog- és Államtudományi Karán jogász diplomát valamint községi jegyzői és általános gyakorlati közigazgatási vizsgabizonyítványt szerzett. Karrierjét községi jegyzőként kezdte, majd Kassára került városi tanácsnoknak – szakmáját a városban tanította is. 1948-ban elvált első feleségétől, és még ebben az évben újra nősült.

### Politikai pályája
A politikával a második világháború után kezdett foglalkozni. 1945-ben visszatért szülőföldjére, ott belépett Független Kisgazdapártba. Ő lett a párt keszthelyi járási elnöke, Zala megyei titkára valamint bekerült az országos nagyválasztmányba. Az 1945. november 4-i nemzetgyűlési választásokon a megyei listáról pótképviselő lett. 1947 nyarán azonban a párt balratolódása miatt kilépett az FKGP-ből és a Demokrata Néppárthoz csatlakozott. Az 1947. augusztus 31-i országgyűlési választásokon a megyei választókerületben az Országgyűlés tagjává választották. Majd a következő év tavaszán ismét politikai vélemény különbség miatt elhagyta pártját. Parlamenti munkáját független képviselőként folytatta tovább.

### Emigrációban
Még a parlamenti ciklus vége előtt – lényegében a DNP más politikusaival egyidőben – elhagyta az országot, és Ausztriába menekült. A Budapesti Népbíróság távollétében összeesküvés vádjával tíz év börtönre ítélte. 1950-ben folytatta útját, és Ausztriából Ausztráliába vándorolt ki. Egy elektronikai gyárban vállalt munkát. 1974-es nyugdíjba vonulása után több visszaemlékező írása jelent meg a Demokrata Néppárt működéséről és a korabeli magyar politikai viszonyokról. A  rendszerváltás idején, 1989-ben újjáalakuló Demokrata Néppárt (mai nevén Kereszténydemokrata Néppárt), mint régi DNP-s képviselőt Barankovics-emlékéremmel tüntette ki.

## Főbb művei
- A magyar polgári életrend megtartásának küzdelmei és felszámolása. 1945–1948; bev. Csapó Endre; Magyar Élet, Melbourne–Sydney, 1984
- A Demokrata Néppárt története; Magyar Élet, Melbourne–Sydney, 1989 (Délsziget)

## Külső hivatkozások
- Az Országgyűlés almanachja 1947-1949, 325. o.
- Pócza Lajos szócikk. Kereszténydemokrácia Tudásbázis, Barankovics István Alapítvány Archiválva 2014. december 15-i dátummal a Wayback Machine-ben
- Pócza Lajos szócikk. Magyar Katolikus Lexikon
- Pócza Lajos szócikk. Deák Ferenc Megyei Könyvtár honlapja Archiválva 2014. december 20-i dátummal a Wayback Machine-ben